# Bork
BORK — російська міжнародна компанія-виробник преміальної побутової техніки та аксесуарів для дому, власник однойменної торгової марки (BORK). Компанія створена у 2001 році в  Росії.

## Історія
Компанія Bork вперше зареєстрована в Німеччині в 2001 році для створення та дистрибуції преміальної техніки для дому. Назва бренду відсилає до німецького дієслова abborken — «знімати кору, очищати від кори» і має на увазі «очищення» від неякісної продукції.
Bork має широку географію. Понад 70 бутиків представлені у найбільших містах Казахстану, Росії, Білорусі та Вірменії. Перший український бутік було відкрито у центрі Києва 22 грудня 2021 року. Окрім власних торгових майданчиків бренд розвиває онлайн-бутик та фірмовий мобільний додаток.

## Продукція
Профільними категоріями Bork є мала побутова техніка для кухні, чистоти будинку, кліматичні пристрої, товари для краси, здоров'я та спорту, а також аксесуари для дому та подорожей. Серед пристроїв представлено розумну техніку для кухні, керовану зі смартфона через Bluetooth.
Продукція компанії відноситься до цінового сегменту преміум-класу. Це пояснюється витратами на виробництво та розробку пристроїв, розрахованих на високу продуктивність та тривалий термін служби. При складанні використовуються високоякісні матеріали, наприклад анодований алюміній, метал, шпони американського та волоського горіхів, кришталін, натуральна шкіра, термостійке скло, золото та ін. Ряд товарів виготовляються майстрами вручну.
Партнерами Bork є компанії Німеччини, Японії, Франції, Італії, Швейцарії, КНР, Австралії та інших країн. Так, косметологічні прилади розроблені фахівцями з Південної Кореї та Японії, які спеціалізуються на beauty-сегменті. Фітнес-тренажери зроблено в Німеччині, сейфи, ігрові набори виготовлені вручну майстрами з Італії, міксери та техніка для прасування розроблені у Швейцарії, а при створенні грилів та блендерів брали участь фахівці з Австралії.
Bork залучає до створення техніки та аксесуарів відомих промислових дизайнерів, наприклад, Гена Терао та Річарда Хора. Завдяки цьому багато пристроїв Bork отримали нагороди міжнародних премій у галузі промислового дизайну. Компанія повідомляє про понад 50 таких нагород станом на 2021 рік. Зокрема Red Dot Design Award (Німеччина), IFA Берлін (Німеччина), Housewares Design Awards (США), Australian International Design Awards (Австралія), IF Design Awards (Німеччина).